# Seznam medailistů na mistrovství Československa a Česka mužů a žen v běhu na 200 m

### Muži
| Rok          | Místo              | Zlato             | Výkon         | Stříbro             | Bronz               |
| ------------ | ------------------ | ----------------- | ------------- | ------------------- | ------------------- |
| MR ČSR 1945  | Praha              | Leopold Láznička  | 22,0          | Miroslav Horčic     | Mirko Paráček       |
| MR ČSR 1946  | Praha              | Jiří David        | 21,6          | Mirko Paráček       | Leopold Láznička    |
| MR ČSR 1947  | Praha              | Jiří David        | 21,8          | Lubomír Rek         | Leopold Láznička    |
| MR ČSR 1948  | Praha              | Rudolf Otava      | 23,0          | Stanislav Kroupa    | Jaroslav Přeček     |
| MR ČSR 1949  | Praha              | Miroslav Horčic   | 22,1          | Zdeněk Šimek        | Leopold Láznička    |
| MR ČSR 1950  | Bratislava         | Leopold Láznička  | 22,4          | Miroslav Horčic     | Jan Perek           |
| MR ČSR 1951  | Brno               | Rudolf Otava      | 22,5          | František Brož      | Miroslav Horčic     |
| MR ČSR 1952  | Praha              | František Brož    | 21,7          | Václav Janeček      | Miroslav Horčic     |
| MR ČSR 1953  | Praha              | Václav Janeček    | 21,6          | František Brož      | František Šimánek   |
| MR ČSR 1954  | Ostrava            | Václav Janeček    | 21,6          | Zdeněk Šimek        | Oldřich Koníček     |
| MR ČSR 1955  | Brno               | Václav Janeček    | 21,7          | Jiří Sequens        | František Brož      |
| MR ČSR 1956  | Bratislava         | Vilém Mandlík     | 21,4          | Václav Janeček      | František Šimánek   |
| MR ČSR 1957  | Praha              | Jaroslav Jirásek  | 22,1          | Václav Janeček      | Ján Šteso           |
| MR ČSR 1958  | Ostrava            | Vilém Mandlík     | 21,2          | Václav Janeček      | Václav Kynos        |
| MR ČSR 1959  | Praha              | Václav Kynos      | 21,5          | Václav Janeček      | Jozef Kovalčin      |
| MR ČSSR 1960 | Brno               | Vilém Mandlík     | 21,1          | Jozef Kovalčin      | Karel Měšťánek      |
| MR ČSSR 1961 | Praha              | Vilém Mandlík     | 21,2          | František Mikluščák | Karel Měšťánek      |
| MR ČSSR 1962 | Ostrava            | Vilém Mandlík     | 21,6          | Josef Trousil       | Josef Votrubec      |
| MR ČSSR 1963 | Hradec Králové     | Josef Votrubec    | 21,7          | Pavel Chaloupka     | Miroslav Mikyna     |
| MR ČSSR 1964 | Praha              | Vilém Mandlík     | 21,3          | Antonín Polášek     | František Mikluščák |
| MR ČSSR 1965 | Zábřeh             | Vilém Mandlík     | 20,9          | Jiří Kynos          | Josef Trousil       |
| MR ČSSR 1966 | Třinec             | Ladislav Kříž     | 21,6          | Jiří Kynos          | Luděk Bohman        |
| MR ČSSR 1967 | Sokolov            | Jiří Kynos        | 21,0          | Ladislav Kříž       | Juraj Demeč         |
| MR ČSSR 1968 | Jablonec nad Nisou | Ladislav Kříž     | 21,0          | Luděk Bohman        | Jiří Kynos          |
| MR ČSSR 1969 | Považská Bystrica  | Jiří Kynos        | 20,7          | Luděk Bohman        | Václav Šprdlík      |
| MR ČSSR 1970 | Ostrava            | Jiří Kynos        | 21,0          | Luděk Bohman        | Ladislav Kříž       |
| MR ČSSR 1971 | Praha              | Luděk Bohman      | 20,9          | Ladislav Kříž       | Jiří Kynos          |
| MR ČSSR 1972 | Praha              | Jiří Kynos        | 21,1          | Luděk Bohman        | Ladislav Kříž       |
| MR ČSSR 1973 | Banská Bystrica    | Jaroslav Matoušek | 21,2          | Jiří Kynos          | Karel Malík         |
| MR ČSSR 1974 | Praha              | Jaroslav Matoušek | 20,8          | František Štross    | Jiří Kynos          |
| MR ČSSR 1975 | Bratislava         | Luděk Bohman      | 21,5          | Pavel Veleba        | Milan Hirsch        |
| MR ČSSR 1976 | Třinec             | Jaroslav Matoušek | 21,77         | Otakar Wild         | Martin Pelach       |
| MR ČSSR 1977 | Ostrava            | Martin Pelach     | 21,11         | Luděk Bohman        | Miroslav Dongres    |
| MR ČSSR 1978 | Praha              | Martin Pelach     | 21,12         | Luděk Bohman        | Marián Králik       |
| MR ČSSR 1979 | Praha              | Karel Kolář       | 21,43         | Miroslav Dongres    | Libor Šebesta       |
| MR ČSSR 1980 | Praha              | Karel Kolář       | 21,20         | Miroslav Dongres    | Ján Tomko           |
| MR ČSSR 1981 | Ostrava            | František Břečka  | 21,17         | Miroslav Dongres    | Libor Šebesta       |
| MR ČSSR 1982 | Praha              | František Břečka  | 21,20         | Miroslav Dongres    | Karel Kopeček       |
| MR ČSSR 1983 | Praha              | Ján Tomko         | 20,84         | Stanislav Sajdok    | František Břečka    |
| MR ČSSR 1984 | Praha              | František Břečka  | 20,84         | Miroslav Púchovský  | Stanislav Sajdok    |
| MR ČSSR 1985 | Praha              | Luboš Balošák     | 21,30         | Karel Kopeček       | Milan Bělošek       |
| MR ČSSR 1986 | Bratislava         | Josef Lomický     | 21,46         | Petr Břečka         | Milan Bělošek       |
| MR ČSSR 1987 | Třinec             | Josef Lomický     | 21,14         | Jiří Valík          | Ivo Rýznar          |
| MR ČSSR 1988 | Praha              | Jiří Valík        | 20,81         | Jindřich Roun       | Milan Bělošek       |
| MR ČSSR 1989 | Banská Bystrica    | Jiří Valík        | 21,16         | Radek Stupka        | Ivo Rýznar          |
| MR ČSFR 1990 | Praha              | Luboš Ruda        | 21,14         | Radek Stupka        | Ivo Rýznar          |
| MR ČSFR 1991 | Ostrava            | Jiří Valík        | 20,96         | Radek Stupka        | Ivo Rýznar          |
| MR ČSFR 1992 | Nitra              | Jiří Valík        | 21,06         | Rostislav Pokorný   | Jiří Ondráček       |
| MR ČR 1993   | Jablonec nad Nisou | Jiří Valík        | 20,96         | Walter Pilch        | Luboš Ruda          |
| MR ČR 1994   | Jablonec nad Nisou | Jiří Valík        | 21,35         | Martin Morkes       | Jiří Ondráček       |
| MR ČR 1995   | Ostrava            | Jiří Valík        | 21,29         | Pavel Pospíšil      | Walter Pilch        |
| MR ČR 1996   | Praha              | Walter Pilch      | 21,18         | Ivan Šlehobr        | Tomáš Dřímal        |
| MR ČR 1997   | Třinec             | Martin Morkes     | 20,92         | Tomáš Dřímal        | Luděk Bohman        |
| MR ČR 1998   | Jablonec nad Nisou | Martin Morkes     | 20,89         | Tomáš Dřímal        | Vít Havlíček        |
| MR ČR 1999   | Ostrava            | Martin Morkes     | 21,26         | Martin Duda         | Jiří Vojtík         |
| MR ČR 2000   | Plzeň              | Vít Havlíček      | 21,69         | Luděk Bohman        | Jiří Vojtík         |
| MR ČR 2001   | Jablonec nad Nisou | Jiří Vojtík       | 21,28         | Vít Havlíček        | Jan Mazanec         |
| MR ČR 2002   | Ostrava            | Radek Zachoval    | 21,23         | Jiří Vojtík         | Vít Havlíček        |
| MR ČR 2003   | Olomouc            | Jiří Vojtík       | 21,23         | Jan Mazanec         | Rostislav Šulc      |
| MR ČR 2004   | Plzeň              | Jiří Vojtík       | 20,69         | Rudolf Götz         | Jan Mazanec         |
| MR ČR 2005   | Kladno             | Jiří Vojtík       | 20,77         | Rudolf Götz         | Petr Szetei         |
| MR ČR 2006   | Praha              | Jiří Vojtík       | 20,69         | Vojtěch Šulc        | Jan Schiller        |
| MR ČR 2007   | Třinec             | Jiří Vojtík       | 21,01         | Vojtěch Šulc        | Jan Schiller        |
| MR ČR 2008   | Tábor              | Vojtěch Šulc      | 20,69         | Jan Schiller        | Lukáš Milo          |
| MR ČR 2009   | Praha              | Jiří Vojtík       | 20,94         | Jan Schiller        | Rostislav Šulc      |
| MR ČR 2010   | Třinec             | Jiří Vojtík       | 21,36         | Petr Szetei         | Lukáš Milo          |
| MR ČR 2011   | Brno               | Vojtěch Šulc      | 21,19         | Lukáš Milo          | Lukáš Šťastný       |
| MR ČR 2012   | Vyškov             | Pavel Maslák      | 20,60         | Vojtěch Šulc        | Petr Szetei         |
| MR ČR 2013   | Tábor              | Pavel Maslák      | 20,67         | Lukáš Šťastný       | Jan Jirka           |
| MR ČR 2014   | Ostrava            | Lukáš Šťastný     | 20,95         | Jan Jirka           | Marek Bakalár       |
| MR ČR 2015   | Plzeň              | Pavel Maslák      | 20,58         | Michal Desenský     | Michal Tlustý       |
| MR ČR 2016   | Tábor              | Jan Jirka         | 21,13         | Vojtěch Svoboda     | Michal Tlustý       |
| MR ČR 2017   | Třinec             | Pavel Maslák      | 20,46         | Jan Jirka           | Jiří Kubeš          |
| MR ČR 2018   | Kladno             | Jan Jirka         | 20,75         | David Kolář         | Jiří Kubeš          |
| MR ČR 2019   | Brno               | Pavel Maslák      | 20,90         | Jan Veleba          | Jan Jirka           |
| MR ČR 2020   | Plzeň              | Jiří Polák        | 20,63         | Jan Veleba          | Dominik Záleský     |
| MR ČR 2021   | Zlín               | Jan Jirka         | 20,45         | Tomáš Němejc        | Jiří Kubeš          |
| MR ČR 2022   | Hodonín            | Jan Jirka         | 20,66         | Ondřej Macík        | Jiří Polák          |
| MR ČR 2023   | Tábor              | Ondřej Macík      | 20,39 Rek. MR | Eduard Kubelík      | Tomáš Němejc        |
| MR ČR 2024   | Zlín               | Tomáš Němejc      | 20,58         | Ondřej Macík        | Jan Jirka           |
| MR ČR 2025   |                    |                   |               |                     |                     |

### Ženy
| Rok          | Místo              | Zlato                    | Výkon         | Stříbro                    | Bronz                      |
| ------------ | ------------------ | ------------------------ | ------------- | -------------------------- | -------------------------- |
| MR ČSR 1945  | Praha              | Věra Benešová            | 28,8          | Marie Matesová             | Květoslava Pochopová       |
| MR ČSR 1946  | Praha              | Věra Kuželová            | 26,7          | Helena Straková            | Květoslava Pochopová       |
| MR ČSR 1947  | Praha              | Danuše Hiklová           | 26,6          | Helena Straková            | Eva Preussová              |
| MR ČSR 1948  | Praha              | Olga Šicnerová           | 26,3          | Věra Bémová-Kuželová       | Danuše Hiklová             |
| MR ČSR 1949  | Praha              | Danuše Hiklová           | 27,5          | Květoslava Pochopová       | startovaly jen 2 závodnice |
| MR ČSR 1950  | Bratislava         | Olga Modrachová          | 27,3          | Danuše Hiklová             | Dagmar Tesaříková          |
| MR ČSR 1951  | Brno               | Olga Modrachová          | 26,7          | Jiřina Fikejzová           | Bedřiška Müllerová         |
| MR ČSR 1952  | Praha              | Olga Modrachová          | 26,7          | Dagmar Bosáková            | Jiřina Fikejzová           |
| MR ČSR 1953  | Praha              | Libuše Říhová            | 26,0          | Bedřiška Müllerová         | Alena Smyslová             |
| MR ČSR 1954  | Ostrava            | Libuše Strejčková-Říhová | 25,6          | Bedřiška Müllerová         | Jana Rabová                |
| MR ČSR 1955  | Brno               | Libuše Strejčková        | 25,7          | Zlata Ptáčková             | Anna Hejnicová             |
| MR ČSR 1956  | Bratislava         | Libuše Strejčková        | 25,7          | Zlata Ptáčková             | Anna Kovaříková            |
| MR ČSR 1957  | Praha              | Libuše Strejčková        | 25,6          | Veronika Vodičková         | Gertruda Prokopová         |
| MR ČSR 1958  | Ostrava            | Libuše Strejčková        | 25,3          | Gertruda Prokopová         | Marta Pospíšilová          |
| MR ČSR 1959  | Praha              | Libuše Strejčková        | 25,4          | Veronika Vodičková         | Miluše Jakoušová           |
| MR ČSSR 1960 | Brno               | Vlasta Bubíková          | 25,3          | Marta Pospíšilová          | Libuše Strejčková          |
| MR ČSSR 1961 | Praha              | Jiřina Soldátová         | 25,0          | Božena Duchoslavová        | Eva Tomášová-Žabková       |
| MR ČSSR 1962 | Ostrava            | Eva Lehocká              | 25,3          | Helena Pečánková           | Libuše Králíčková          |
| MR ČSSR 1963 | Hradec Králové     | Eva Lehocká              | 24,6          | Jiřina Faltusová-Soldátová | Jana Borovičková           |
| MR ČSSR 1964 | Praha              | Eva Lehocká              | 24,5          | Božena Duchoslavová        | Marta Kobzová              |
| MR ČSSR 1965 | Zábřeh             | Libuše Eichlerová        | 25,0          | Jitka Potrebuješová        | Marta Kobzová              |
| MR ČSSR 1966 | Třinec             | Eva Lehocká              | 24,1          | Anna Chmelková             | Libuše Eichlerová          |
| MR ČSSR 1967 | Sokolov            | Vlasta Seifertová        | 24,3          | Jana Šmerdová              | Eva Putnová                |
| MR ČSSR 1968 | Jablonec nad Nisou | Eva Lehocká              | 24,2          | Jana Šmerdová              | Eva Putnová                |
| MR ČSSR 1969 | Považská Bystrica  | Eva Lehocká              | 24,2          | Jana Šmerdová              | Anna Chmelková             |
| MR ČSSR 1970 | Ostrava            | Jana Veverková-Šmerdová  | 24,4          | Vlasta Seifertová          | Marta Olbrichová           |
| MR ČSSR 1971 | Praha              | Vlasta Seifertová        | 24,1          | Marta Olbrichová           | Libuše Macounová           |
| MR ČSSR 1972 | Praha              | Eva Lehocká              | 23,5          | Eva Šuranová               | Jarmila Nygrýnová          |
| MR ČSSR 1973 | Banská Bystrica    | Věra Knapová             | 24,3          | Jozefína Čerchlanová       | Anna Reviľáková            |
| MR ČSSR 1974 | Praha              | Jozefína Čerchlanová     | 23,3          | Věra Knapová               | Jana Veverková             |
| MR ČSSR 1975 | Bratislava         | Věra Knapová             | 24,5          | Anna Reviľáková            | Jana Veverková             |
| MR ČSSR 1976 | Třinec             | Jarmila Kratochvílová    | 24,30         | Věra Knapová               | Daniela Drinková           |
| MR ČSSR 1977 | Ostrava            | Radislava Šoborová       | 24,30         | Jozefína Čerchlanová       | Zdena Holánová             |
| MR ČSSR 1978 | Praha              | Jarmila Kratochvílová    | 23,55         | Radislava Šoborová         | Jozefína Čerchlanová       |
| MR ČSSR 1979 | Praha              | Jarmila Kratochvílová    | 23,54         | Daniela Široká             | Štěpánka Sokolová          |
| MR ČSSR 1980 | Praha              | Jarmila Kratochvílová    | 22,92         | Radislava Šoborová         | Štěpánka Sokolová          |
| MR ČSSR 1981 | Ostrava            | Věra Tylová              | 24,11         | Radislava Šoborová         | Daniela Široká             |
| MR ČSSR 1982 | Praha              | Taťána Kocembová         | 23,49         | Štěpánka Sokolová          | Soňa Tomová                |
| MR ČSSR 1983 | Praha              | Taťána Kocembová         | 22,97         | Štěpánka Sokolová          | Radislava Šoborová         |
| MR ČSSR 1984 | Praha              | Taťána Kocembová         | 22,62 Rek. MR | Emília Danišková           | Monika Špičková            |
| MR ČSSR 1985 | Praha              | Emília Daníšková         | 24,02         | Štěpánka Sokolová          | Věra Tylová                |
| MR ČSSR 1986 | Bratislava         | Taťána Kocembová         | 23,63         | Renata Černochová          | Štěpánka Sokolová          |
| MR ČSSR 1987 | Třinec             | Monika Špičková          | 24,30         | Daniela Weegerová          | Jana Mrovcová              |
| MR ČSSR 1988 | Praha              | Jana Niková              | 23,98         | Daniela Weegerová          | Erika Suchovská            |
| MR ČSSR 1989 | Banská Bystrica    | Erika Suchovská          | 23,84         | Monika Špičková            | Daniela Weegerová          |
| MR ČSFR 1990 | Praha              | Erika Suchovská          | 23,50         | Renata Kubalová-Černochová | Monika Špičková            |
| MR ČSFR 1991 | Ostrava            | Monika Špičková          | 23,79         | Hana Benešová              | Andrea Zsideková           |
| MR ČSFR 1992 | Nitra              | Erika Suchovská          | 23,63         | Hana Benešová              | Monika Špičková            |
| MR ČR 1993   | Jablonec nad Nisou | Hana Benešová            | 23,66         | Monika Špičková            | Olga Čaňková               |
| MR ČR 1994   | Jablonec nad Nisou | Erika Suchovská          | 23,30         | Denisa Němcová             | Zdeňka Mušínská            |
| MR ČR 1995   | Ostrava            | Erika Suchovská          | 23,03         | Zuzana Pastušková          | Zuzana Peichlová           |
| MR ČR 1996   | Praha              | Hana Benešová            | 23,45         | Helena Fuchsová            | Pavlína Vostatková         |
| MR ČR 1997   | Třinec             | Pavlína Vostatková       | 23,46         | Helena Fuchsová            | Kateřina Glosová           |
| MR ČR 1998   | Jablonec nad Nisou | Pavlína Vostatková       | 23,41         | Helena Fuchsová            | Denisa Krejčová            |
| MR ČR 1999   | Ostrava            | Hana Benešová            | 23,28         | Helena Fuchsová            | Markéta Pernická           |
| MR ČR 2000   | Plzeň              | Helena Fuchsová          | 23,96         | Lenka Ficková              | Kristýna Šubrtová          |
| MR ČR 2001   | Jablonec nad Nisou | Lenka Ficková            | 23,60         | Pavla Andrýsková           | Stanislava Batlíková       |
| MR ČR 2002   | Ostrava            | Hana Benešová            | 23,35         | Štěpánka Klapáčová         | Kristina Bažatová          |
| MR ČR 2003   | Olomouc            | Hana Benešová            | 24,08         | Lenka Ostravská            | Tereza Košková             |
| MR ČR 2004   | Plzeň              | Štěpánka Klapáčová       | 23,62         | Hana Benešová              | Lucie Martincová           |
| MR ČR 2005   | Kladno             | Denisa Ščerbová          | 24,05         | Lenka Ostravská            | Zuzana Hejnová             |
| MR ČR 2006   | Praha              | Štěpánka Klapáčová       | 23,46         | Iveta Mazáčová             | Martina Dostálová          |
| MR ČR 2007   | Třinec             | Štěpánka Klapáčová       | 23,76         | Martina Dostálová          | Pavlína Vostatková         |
| MR ČR 2008   | Tábor              | Denisa Ščerbová          | 23,56         | Kateřina Čechová           | Zuzana Hejnová             |
| MR ČR 2009   | Praha              | Lucie Škrobáková         | 24,19         | Denisa Rosolová            | Monika Táborská            |
| MR ČR 2010   | Třinec             | Denisa Rosolová          | 23,62         | Zuzana Hejnová             | Iveta Mazáčová             |
| MR ČR 2011   | Brno               | Denisa Rosolová          | 23,42         | Kateřina Čechová           | Zuzana Hejnová             |
| MR ČR 2012   | Vyškov             | Kateřina Čechová         | 23,45         | Zuzana Hejnová             | Barbora Procházková        |
| MR ČR 2013   | Tábor              | Denisa Rosolová          | 23,25         | Kateřina Čechová           | Zuzana Hejnová             |
| MR ČR 2014   | Ostrava            | Martina Schmidová        | 23,92         | Martina Štychová           | Jana Slaninová             |
| MR ČR 2015   | Plzeň              | Nikola Bendová           | 23,76         | Barbora Procházková        | Martina Schmidová          |
| MR ČR 2016   | Tábor              | Barbora Procházková      | 23,71         | Nikola Bendová             | Marcela Pírková            |
| MR ČR 2017   | Třinec             | Nikola Bendová           | 23,38         | Martina Hofmanová          | Klára Seidlová             |
| MR ČR 2018   | Kladno             | Jana Slaninová           | 23,72         | Barbora Dvořáková          | Nicoleta Turnerová         |
| MR ČR 2019   | Brno               | Marcela Pírková          | 23,56         | Nikola Bendová             | Nicoleta Turnerová         |
| MR ČR 2020   | Plzeň              | Martina Hofmanová        | 23,43         | Nikola Bendová             | Marcela Pírková            |
| MR ČR 2021   | Zlín               | Jana Slaninová           | 23,64         | Barbora Šplechtnová        | Martina Hofmanová          |
| MR ČR 2022   | Hodonín            | Martina Hofmanová        | 23,38         | Marcela Pírková            | Natálie Kožuškaničová      |
| MR ČR 2023   | Tábor              | Nikola Bendová           | 23,33         | Natálie Kožuškaničová      | Marcela Pírková            |
| MR ČR 2024   | Zlín               | Nikoleta Jíchová         | 23,88         | Natálie Kožuškaničová      | Johanka Šafářová           |
| MR ČR 2025   |                    |                          |               |                            |                            |